# Siemiątkowo (gmina)
Pour les articles homonymes, voir Siemiątkowo.
La gmina de Siemiątkowo est un district administratif situé en milieu rural du powiat de Żuromin dans la voïvodie de Mazovie, dans le centre-est de la Pologne.
Son siège administratif (chef-lieu) est le village de Siemiątkowo, qui se situe environ 23 km au sud-est de Żuromin (siège de la powiat) et 99 km au nord-ouest de Varsovie (capitale de la Pologne).
La gmina couvre une superficie de 112,07 km2 pour une population de 3 567 habitants en 2006.

## Histoire
De 1975 à 1998, la gmina appartenait administrativement à la voïvodie de Ciechanów.

## Géographie

### Villages
La gmina de Siemiątkowo comprend les villages et localités de :

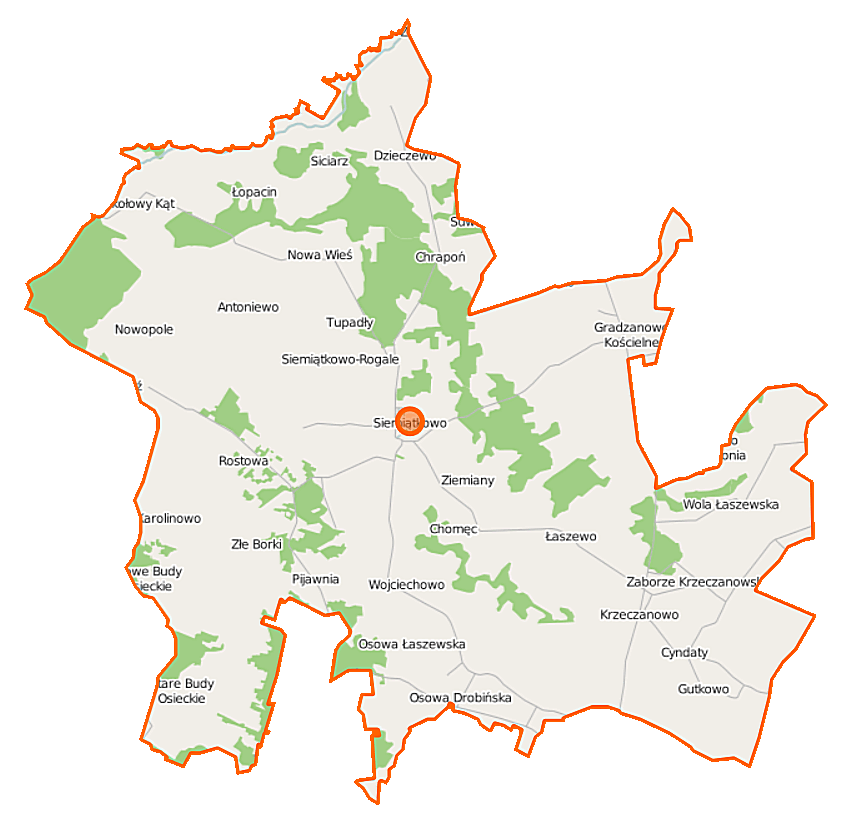
Plan de la gmina

- Antoniewo
- Budy Koziebrodzkie
- Chomęc
- Chrapoń
- Cyndaty
- Dzban
- Dzieczewo
- Goszczk
- Gradzanowo Kościelne
- Gutkowo
- Julianowo
- Karolinowo
- Kolonia Siemiątkowska
- Krzeczanowo
- Łaszewo
- Łaszewo-Wietrznik
- Nowa Wieś
- Nowe Budy Osieckie
- Nowopole
- Osowa Drobińska
- Osowa Krzeczanowska
- Osowa Łaszewska
- Pijawnia
- Rostowa
- Siciarz
- Siemiątkowo
- Siemiątkowo-Kosmy
- Siemiątkowo-Rechty
- Siemiątkowo-Rogale
- Siemiątkowo-Siódmaczka
- Sokołowy Kąt
- Stare Budy Osieckie
- Suwaki
- Wojciechowo
- Wola Łaszewska
- Wolany
- Zaborze Krzeczanowskie
- Ziemiany
- Złe Borki

### Gminy voisines
La gmina Lubowidz est bordée des gminy de :
- Bieżuń
- Raciąż
- Radzanów
- Zawidz

## Structure du terrain
D'après les données de 2002, la superficie de la commune de Siemiątkowo est de 112,07 km2, répartis comme telle :
- terres agricoles : 74 %
- forêts : 19 %

La commune représente 13,92 % de la superficie du powiat.

## Démographie
Données du 30 juin 2004 :
| Description        | Total  | Total | Femmes | Femmes | Hommes | Hommes |
| ------------------ | ------ | ----- | ------ | ------ | ------ | ------ |
| Unité              | Nombre | %     | Nombre | %      | Nombre | %      |
| Population         | 3 633  | 100   | 1 799  | 49,5   | 1 834  | 50,5   |
| Densité (hab./km²) | 32,4   | 32,4  | 16,1   | 16,1   | 16,4   | 16,4   |